# Delaware Blue Coats 2018-2019
La stagione 2018-19 dei Delaware Blue Coats fu la 10ª nella NBA D-League per la franchigia.
I Delaware Blue Coats arrivarono quarti nella Atlantic Division con un record di 21-29, non qualificandosi per i play-off.

## Roster
| N° | Naz.                   | Ruolo | Sportivo               | Anno | Alt. | Peso |
| -- | ---------------------- | ----- | ---------------------- | ---- | ---- | ---- |
| 0  | Stati Uniti (bandiera) | A     | Cameron Oliver         | 1996 | 203  | 102  |
| 1  | Libano (bandiera)      | AC    | Norvel Pelle           | 1993 | 211  | 98   |
| 2  | Stati Uniti (bandiera) | G     | Keenan Evans           | 1996 | 191  | 86   |
| 3  | Stati Uniti (bandiera) | G     | Matt Farrell           | 1996 | 185  | 79   |
| 5  | Stati Uniti (bandiera) | C     | Justin Patton          | 1997 | 213  | 109  |
| 7  | Stati Uniti (bandiera) | A     | D.J. Hogg              | 1996 | 206  | 98   |
| 8  | Stati Uniti (bandiera) | G     | Zhaire Smith           | 1999 | 193  | 90   |
| 10 | Stati Uniti (bandiera) | GA    | A.J. Davis             | 1995 | 206  | 98   |
| 10 | Stati Uniti (bandiera) | A     | Lenjo Kilo             | 1993 | 203  | 109  |
| 11 | Stati Uniti (bandiera) | G     | Terrence Drisdom       | 1992 | 196  | 79   |
| 11 | Stati Uniti (bandiera) | G     | Demetrius Jackson      | 1994 | 185  | 91   |
| 12 | Stati Uniti (bandiera) | G     | Kyle Randall           | 1991 | 178  | 77   |
| 15 | Stati Uniti (bandiera) | A     | Ryan Anderson          | 1992 | 206  | 107  |
| 18 | Stati Uniti (bandiera) | G     | Shake Milton           | 1996 | 198  | 94   |
| 21 | Stati Uniti (bandiera) | G     | Rashad Vaughn          | 1996 | 196  | 90   |
| 23 | Stati Uniti (bandiera) | G     | Jared Brownridge       | 1994 | 190  | 91   |
| 24 | Stati Uniti (bandiera) | A     | Haywood Highsmith      | 1996 | 193  | 100  |
| 33 | Stati Uniti (bandiera) | G     | Michael Bryson         | 1994 | 193  | 91   |
| 34 | Stati Uniti (bandiera) | G     | Cory Jefferson         | 1994 | 185  | 91   |
| 43 | Australia (bandiera)   | A     | Jonah Bolden           | 1996 | 208  | 100  |
|    | Stati Uniti (bandiera) | GA    | DeVaughn Akoon-Purcell | 1993 | 196  | 91   |
|    | Stati Uniti (bandiera) | A     | Amir Johnson           | 1987 | 206  | 109  |
|    | Stati Uniti (bandiera) | A     | Jarred Vanderbilt      | 1999 | 206  | 97   |

## Staff tecnico
- Allenatore: Connor Johnson
- Vice-allenatori: Chase Buford, Jason Crafton, Kelly Peters
- Vice-allenatore per lo sviluppo dei giocatori: Ty Abbott
- Preparatore atletico: Daniel Erickson
- Preparatore fisico: Cliff Spiller